# Théâtre Karinthy
Le Théâtre Karinthy (en hongrois : Karinthy Színház) est un théâtre situé dans le 11e arrondissement de Budapest. 